# Yüreğil
Yüreğil ist ein Dorf im Landkreis Serinhisar der türkischen Provinz Denizli. Yüreğil liegt etwa 45 km südöstlich der Provinzhauptstadt Denizli und 9 km östlich von Serinhisar. Yüreğil hatte laut der letzten Volkszählung 677 Einwohner (Stand Ende Dezember 2010).